# Økoregion
En økoregion (økologisk region), ofte betegnet som bioregion, er et økologisk og geografisk defineret område, som er mindre end en økozone og større end et økosystem. Økoregionerne dækker forholdsvis store dele af klodens land- eller vandområder, og de rummer karakteristiske og geografisk adskilte helheder af naturlige samfund og arter. Den biodiversitet, bestående af flora, fauna og økosystemer, som er typisk for en økoregion, er oftest forskellig fra forholdene i andre økoregioner. Teoretisk set er økoregioner relativt store områder på landjotden eller i vandet, hvor muligheden for at møde forskellige arter og samfund er ret konstant inden for en acceptabel variationsbredde på et givet sted. Der er tre forsigtighedsregler, som bør overholdes, når man forsøger at kortlægge de biogeografiske områder: For det første findes der ikke en fælles biogeografiske ramme, som passer til alle grupper af levende væsner. Økoregioner afspejler det bedste kompromis for flest mulige grupper. For det andet er økoregionerne kun sjældent skarpt afgrænsede. Der er snarere tale om, at de afgrænses af økotoner og mosaikagtige habitater. For det tredje rummer de fleste økoregioner habitater, som afviger fra den biom, der henregnes til.

## Definition og kategorisering
En økoregion er et "gentaget mønster af økosystemer, der er knyttet til de karakteristiske kombinationer af jordbund og topografi, som kendetegner vedkommende region". Omernik bygger videre på dette ved at definere økoregioner som: “områder, hvor der er et rumligt [afgrænset] sammenfald blandt de karakteristiske, geografiske fænomener, der er forbundet med forskelle i økosystemernes kvalitet, sundhed og sammenhængskraft”. “Karakteristiske, geografiske fænomener” kan omfatte forhold vedrørende geologi, fysik, vegetation, klima, hydrologi, land- og vandlevende fauna samt jordbunden, og de kan muligvis omfatte virkningerne af menneskelig aktivitet (f.eks. landbrug eller ændringer i vegetationen). Der findes en væsentlig, men ikke absolut, rumlig sammenhæng mellem disse kendetegn, og det gør afgrænsningen af økoregioner til en upræcis videnskab. En anden komplikation er, at miljøvilkårene kan ændre sig ganske gradvist på tværs af en økoregions grænse, sådan som det f.eks. er tilfældet med overgangen mellem prærie og løvskov i USA, og det gør det vanskeligt at fastlægge en nøjagtig skillelinje. Det er den slags gradvise overgangszoner, som kaldes økotoner.
Hensigten med at afgrænse en økoregion kan være bestemmende for den fremgangsmåde, man vælger bruger. For eksempel blev WWFs økoregioner fastlagt som hjælpemiddel i planlægningen af fredningstiltag for biodiversitet, og de vægter forskellene mellem regionernes flora- og faunaforhold højt. WWF definerer en økoregion som:
Et stort land- eller vandområde, som har en geografisk set typisk samling af naturlige samfund, der:
(a) er fælles om størstedelen af deres arter og den [grundlæggende], økologiske dynamik,
(b) har ensartede miljøbetingelser,
(c) og som påvirker hinanden økologisk og på måder, der er afgørende for deres langsigtede overlevelse.
Ifølge WWF svarer en økoregions grænser omtrent til den oprindelige udstrækning af de naturlige samfund, som den var før nyligt indtrufne, større forstyrrelser eller ændringer. WWF har udpeget 867 økoregioner på landjorden og ca. 450 i ferskvandsområder over hele kloden.

## Betydning
Indførelsen af begrebet økoregion er udsprunget af den øgede interesse for økosystemerne og deres indre mekanismer. I særdeleshed er der en opmærksomhed på emner, der har sammenhæng med den geografiske skala i plejen af landskaber. Der er almindelig enighed om, at forbundne økosystemer tilsammen danner en helhed, som er større end smmen af de enkelte dele. Der gøres mange forsøg på at påvirke økosystemerne på en sammenhængende måde, sådan at man skaber landskaber, der er multifunktionelle, og de forskellige interessegrupper fra jordbrugsforskere til fredningsforkæmpere bruger økoregion som et grundelement i deres analyser.
"Global 200" er listen over de økoregioner, der er udpeget af WWF som prioriteringer i freningsbestræbelserne.
Bevægelser med økologisk baggrund mener, at økoregionerne giver et bedre grundlag for skabelse og styring af menneskelige samfund end de vilkårligt fastlagte, politiske grænser, og de har foreslået at lade økoregioner og vandskel være grundlag for regionale, demokratiske initiativer.

## Landjordens økoregioner
Økoregioner på landjorden er forskellige fra ferskvands- og havøkoregioner. I denne sammenhæng betyder landjorden det tørre land (dvs. jord og klipper)..
WWF (World Wildlife Fund)s økologer opdeler nu klodens landjord i 8 store økozoner, der i alt rummer 867 mindre økoregioner. WWFs arbejde er en samordning af mange tidligere anstrengelser for at definere og klassificere økoregioner. Mange anser denne klassificering for at være den endelige, og nogle foreslår at bruge disse økoregioner som holdbare grænser for regionale, demokratiske initiativer.
De 8 økozoner på landjorden følger de grove flora- og faunagrænser, der er fastlagt af botanikere og zoologer, og som adskiller de større plante- og dyre samfund i verden. Økozonegrænserne følger i store træk de kontinentale grænser eller de store barrierer for planters og dyrs spredning som f.eks. Himalaya og Sahara. Økoregionernes grænser er ofte ikke nær så klare eller alment anerkendte, og de diskuteres i vid udstrækning.
Økoregioner bliver klassificeret ved biomtyper, der drejer sig om de overordnede, globale plantesamfund, bestemt af nedbør og klima. Skove, græsområder (indbefattet savanne og buskområder) og ørkener (inklusive tørre buskområder) adskilles ved klima (tropisk og subtropisk henholdsvis tempereret og arktisk klima). For skovenes vedkommende indgår det også, om de hovedsageligt er domineret af nåletræer eller løvtræer, eller om de består af en blanding af begge. Biomtyper som Mediterrane skove, skovområder, og krat, Tundra og Mangrover rummer markante, økologiske samfund.

## Havets økoregioner
Havets økoregioner er: “Områder med en relativt homogen artsammensætning, som er klart adskilt fra nabosystemerne….I økologiske begreber er de nogle stærkt sammenhængende enheder, der er tilstrækkeligt store til at rumme de fleste processer i de bofaste arters livshistorie.” De er defineret af henholdsvis The Nature Conservancy (TNC) og World Wildlife Fund (WWF) til brug ved fredningsaktiviteter for havøkosystemer. 43 prioriterede havøkoregioner ved opstillet som et led i WWFs Global 200 indsats. Fremgangsmåden, der er brugt ved afgrænsning og klassificering af havøkoregioner svarer til den, man brugte for landjordens økoregioner. De vigtigste habitattyper bliver udpeget: polarhavene, de tempererede fastlandssokler og have, tempererede opstigningsområder, tropiske opstigningsområder, tropiske koralrev, åbne havområder (passatvinds og vestenvinde), oceanbundene og -gravene. De svarer alle til landjordens biomer.
Global 200 klassificeringen af havøkoregioner er ikke udviklet til samme detaljerings- og dækningsgrad, som det er sket for landjordens økoregioner. Kun de højt prioriterede fredningsområder er medtaget.
I 2007 præciserede og udvidede TNC og WWF denne oversigt til et dækkende system af kystnære (dvs. ud til 200 m dybde) havøkoregioner i hele verden (Marine Ecoregions of the World (MEOW)). De 232 individuelle havøkoregioner er grupperet i 62 havøkoprovinser, der på deres side er samlet i 12 havøkoriger, der repræsenterer de grove, breddegradsbestemte opdelinger i polare, tempererede og tropiske haveområder med underinddelinger, der bygger på oceanbassiner (bortset fra den sydlige halvkugles tempererede oceaner, der er inddelt efter kontinenter).
De grove biogeografiske riger, der svarer til de otte økozoner på landjorden, repræsenterer store regioner i oceanbassinerne: Arktis, Nordatlanten, Nordlige Stillehav, den tropiske del af Atlanten, det Indiske Ocean, Indiske Ocean-Stillehavet, Stillehavet, tropisk Øststillehav, tempereret Sydamerika, tempereret Sydafrika, tempereret Australasien, Sydhavet.

## Økoregioner i ferskvand
En økoregion i ferskvand er et stort område, der omfatter et eller flere ferskvandssystemer, som rummer en veldefineret helhed af naturlige ferskvandssamfund og -arter. Ferskvandsarter, dynamik og miljøvilkår er mere ensartede inden for en given økoregion, end de er i forhold til de omgivende økoregioner, og de danner tilsammen én fredningsenhed. Ferskvandssystemer omfatter floder, vandløb, søer og vådområder. Økoregioner i ferskvand adskiller sig fra økoregioner på landjorden, der udpeger levende samfund på land, og havøkoregioner, der rummer levende samfund i oceanerne.
World Wildlife Fund (WWF) udskiller tolv hovedtyper af habitater i ferskvandsøkoregionerne: Store søer, store floddeltaer, polare ferskvandsområder, bjergenes ferskvandsområder, tempererede, kystnære floder, tempererede floder og vådområder, tempererede floder i højlandet, tropiske og subtropiske, kystnære floder, tropiske og subtropiske floder og vådområder, tropiske og subtropiske floder i højlandet, tørkeprægede, ferske vande og endorheiske søer (dvs. søer uden afløb til havet), og øerne i oceanerne. De overordnede habitattyper i ferskvand modsvarer grupperinger af økoregioner på land med tilsvarende biologiske, kemiske og fysiske karaktertræk, og de er stort set sammenlignelige med biomer på landjorden.
Den samling af WWF-definerede økoregioner, der kaldes Global 200, og hvis fredning vil føre frem til målet: redningen af en bred diversitet iblandt jordens økosystemer, omfatter et antal områder, der bliver fremhævet for deres værdi med hensyn til ferskvands-biodiversitet. Global 200 var færdig før Freshwater Ecoregions of the World, og projektet optog informationer fra vurderinger af ferskvandsøkoregioner, der var færdiggjort på det tidspunkt.

## Eksterne links
- Panda.org: Kort over økozonerne Arkiveret 21. april 2009 hos  Wayback Machine
- Planetdrum.org: Økoregioner/Bioregioner
- Sierra Club: Økoregioner Arkiveret 21. november 1996 hos  Wayback Machine